# Chlorophytum lancifolium
Chlorophytum lancifolium är en sparrisväxtart som beskrevs av Friedrich Welwitsch och John Gilbert Baker. Chlorophytum lancifolium ingår i släktet ampelliljor, och familjen sparrisväxter.

## Underarter
Arten delas in i följande underarter:
- C. l. cordatum
- C. l. lancifolium
- C. l. togoense